# Annika Schlegel
Annika Schlegel (* 22. April 1994 in Neunkirchen (Saar)) ist eine deutsche Sommerbiathletin und Handballspielerin. Seit 2009 läuft sie als Biathletin für das Biathlon Team Saarland und spielte zuletzt in der Damenmannschaft des SV 64 Zweibrücken.

## Leben und Karriere
Annika Schlegel wurde 1994 in Neunkirchen (Saar) geboren. Heute wohnt sie in Ottweiler, wo sie 2013 ihr Abitur ablegte. Seit 2013 studiert sie Maschinenbau an der Technischen Universität Kaiserslautern.
Annika hat im Alter von fünf Jahren in ihrem Heimatverein TV Ottweiler mit dem Handballspielen angefangen. Bis 2013 spielte sie beim HV Saar. Nach dem Abitur wechselte sie von ihrem Heimverein zum SV 64 Zweibrücken, wo sie in ihrer ersten Saison mit der Mannschaft knapp den Meistertitel verpasste. Seit 2009 ist sie auch im Biathlon aktiv, wo sie bisher zahlreiche Wettkämpfe bestritten hat. Sie ist deutsche Sprint-Juniorinnenmeisterin und hat zahlreiche Medaillen gewonnen.
Im Juli 2015 wurde Annika als erste saarländische Biathletin für die Weltmeisterschaften der Internationalen Biathlon Union (IBU) im Sommerbiathlon-Rollski nominiert. Diese finden dieses Jahr vom 26. bis 31. August in Cheile Grădiştei in Rumänien statt. Bei ihrem WM-Debüt ist Annika bei den Juniorinnen im Sprint auf Platz 32 und erzielte in der anschließenden Verfolgung den 28. Platz. Mit der Damenstaffel hat sie Platz 9 belegt.